# إيرين فيريرا
إيرين فيريرا (بالإسبانية: Irene Ferreira) هي متسابقة ملكة الجمال وعارضة فنزويلية، ولدت في 22 مارس 1976 في كاراكاس في فنزويلا.